# ملک سلطان محمود کیانی

ملک سلطان محمود پسر شاه علی پسر ملک نصیر الدین با حمایت شاهزاده عزالدین پسر شاه رکن الدین توانست ملک تاج الدین را از سلطنت خلع کرده و به جایش بنشیند؛ اما بعد از به تخت نشستن، ملک عزالدین را گرفته و به چاه (زندان) انداخت. مدتی بعد عزالدین را آزاد نموده و حکومت اوق را به او داد. میان این دو رنجش به وجود آمده بود. عزالدین علیه ملک محمود توطئه کرده و در سال ۷۵۳ ه. ق به نیمروز حمله کرد و ملک محمود را گرفت و خلع کرد. مدت حکومت او دو سال بود.